# Дети кукурузы (фильм, 2020)
«Де́ти кукуру́зы» (англ. Children of the Corn) — американский слэшер о сверхъестественном 2020 года, написанный и снятый Куртом Уиммером. В ролях Елена Кампурис, Кейт Мойер, Каллан Малви и Брюс Спенс. Фильм представляет собой переосмысление серии и является одиннадцатой частью серии «Дети кукурузы». Это первый фильм из этой серии, выпущенный в кинотеатрах после «Детей кукурузы 2: Последняя жертва» (1993)

## Сюжет
Двенадцатилетняя девочка-психопат из городка в Небраске вербует детей и начинает кровавую бойню, убивая взрослых и всех, кто ей противостоит. Смышленая школьница, которая не согласна с её планом, — единственная надежда города на выживание.

## В ролях
- Елена Кампурис — Болейн Уильямс
- Кейт Мойер — Эден Эдвардс
- Каллэн Мулвей — Роберт Уильямс
- Брюс Спенс — пастор Пенни
- Стивен Хантер — Келвин Колвингтон
- Эрика Хейнатц — Джун Уиллис
- Анна Самсон — Шейла Бойс
- Сиси Стрингер — Таника
- Эндрю С. Гилберт — шериф Геблер
- Джо Клочек — Колдер Колвингтон
- Орландо Швердт — Кэм Колвингтон
- Брайан Миган — Уилфред Питт
- Майк Дункан — Уолтер Прэтт

## Производство
В 2020 году было объявлено, что проект является ремейком «Детей кукурузы». Продюсер Лукас Фостер позже уточнил, что это будет новая адаптация истории Кинга, «почти не имеющая ничего общего» с фильмом 1984 года.
Основные съемки начались в Новом Южном Уэльсе в начале марта 2020 года, в начале пандемии COVID-19, и завершились в июне того же года. Визуальные эффекты были созданы компанией Digital Domain, которая также является исполнительным продюсером.

## Выпуск
Премьера «Детей кукурузы» состоялась 23 октября 2020 года в Сарасоте, Флорида. В январе 2023 года RLJE Films и потоковый сервис Shudder приобрели права на распространение. Фильм был выпущен в кинотеатрах в течение 18 дней, начиная с 3 марта 2023 года. Также 21 марта 2023 года планировался релиз фильма на сервисе «Shudder», который так и не состоялся.. 9 мая 2023 года фильм вышел на Blu-ray и DVD

## Приём
Фильм получил негативные отзывы критиков. На сайте-агрегаторе обзоров Rotten Tomatoes 11 % из 38 отзывов критиков являются положительными со средней оценкой 3,1/10. Консенсус веб-сайта гласит: «Лишенные ни капли страха или волнения, эти „Дети кукурузы“ предполагают, что франшиза безвозвратно потеряна в кукурузной посредственности». Metacritic, использующий средневзвешенное значение, присвоил фильму 21 балл из 100 на основе 10 критиков, что указывает на «в целом неблагоприятные отзывы».